# ピローク
ピローク（ロシア語: пиро́г; IPA: [pʲɪˈrok] ( 音声ファイル)、複数形：пироги、ベラルーシ語: пірог、北部サーミ語: pirog、ウクライナ語: пиріг、複数形：пироги、ラテン文字：Pirog / pyrih、ピローグと表記されることもある）は、東スラヴで主に作られているパイである。ピロークには甘いものと肉や野菜を詰めた惣菜になっているものがある。ピロークという名称はスラヴ祖語で「宴」や「祝祭」を表す単語「ピル（пир）」に由来しており、現代においても慶事の際に食べることがある。ピロークは片手で食べることのできる惣菜パンのような形状をしているピロシキ（ロシア語: пирожки、ウクライナ語: пиріжки）とは異なり、パイとして作られる。

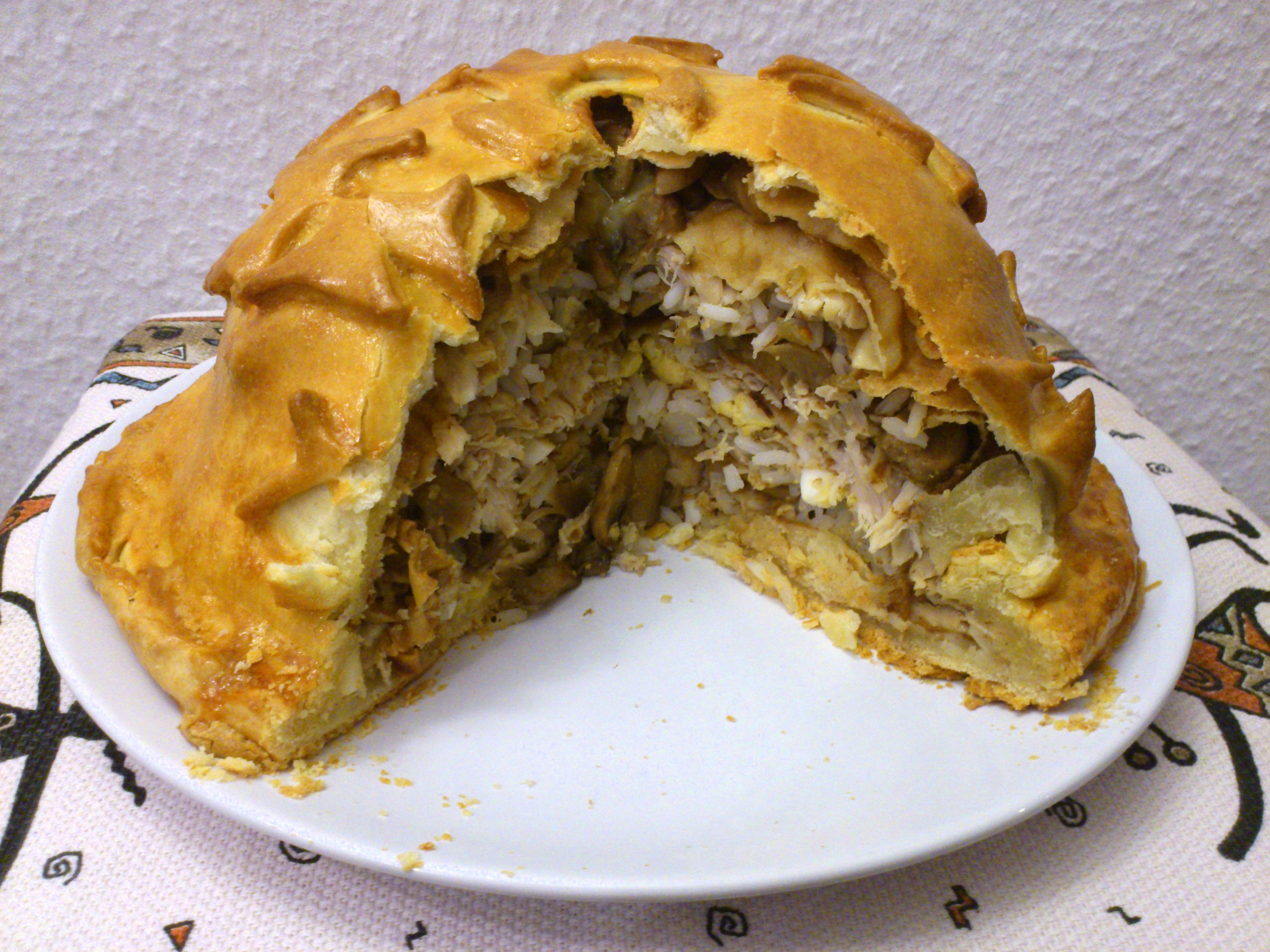
鶏肉、キノコ、米を詰めたブリヌイの層のあるピローク、クルニク（Курник）

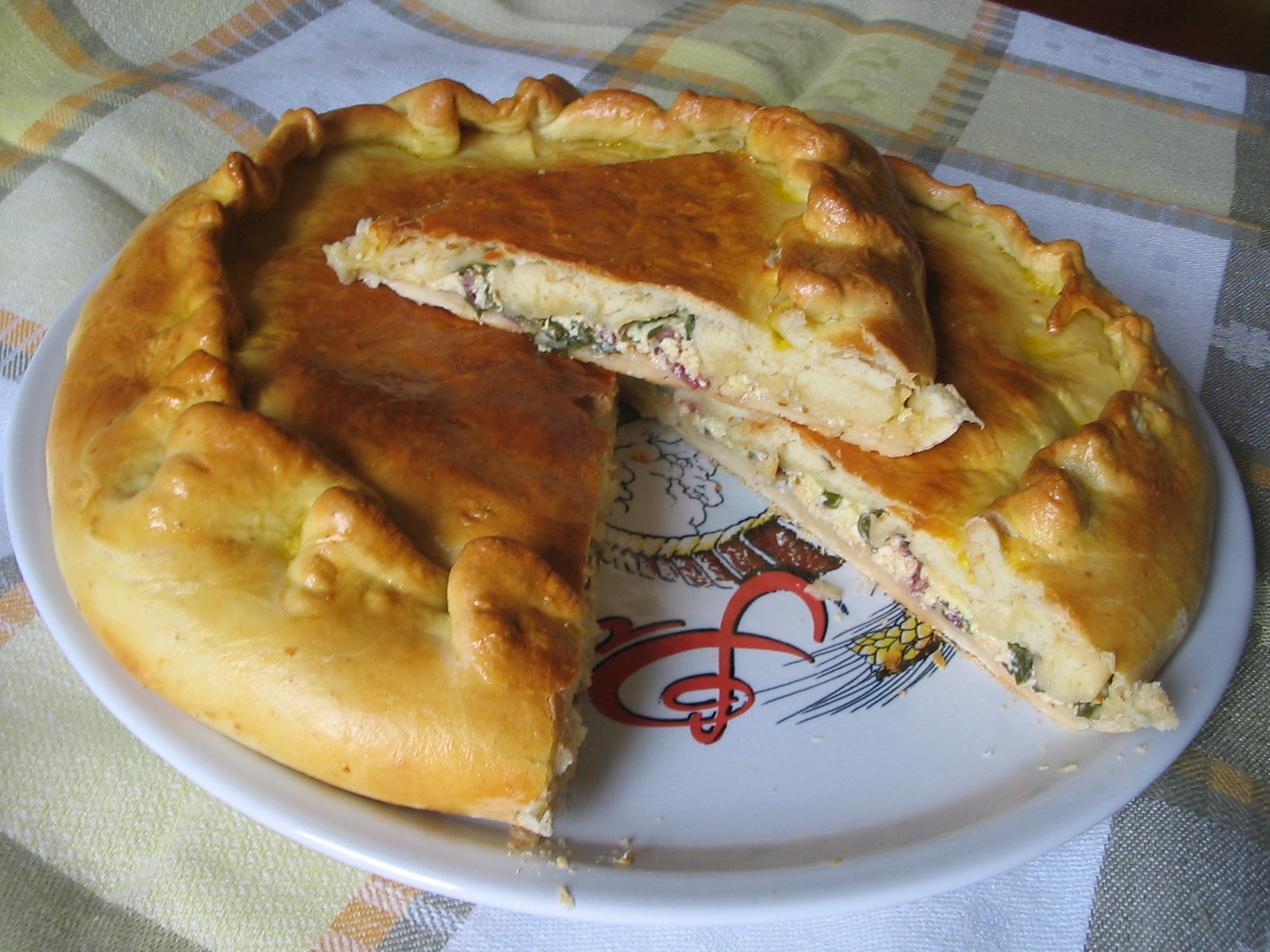
ウクライナのピローク

## 形状
ピロークの標準的な形状は楕円形であるが、円形や長方形のピロークもまた一般的である。ピロークには完全に閉じた形もしくはタルトのような表層部の皮がない形のものがある。スウェーデンで作られているピロークは三角形をしている。

## 生地
ピロークは通常酵母発酵させたパン生地を用いて作るが、パイ生地から作ることも可能である。

## 詰め物
ピロークの中に詰める材料は甘いもの（ヴァレニエなど）やクワルク、カッテージチーズといったチーズ、リンゴやプラム、ベリーなどの果物、 さらにははちみつやナッツ、芥子粒なども用いる。惣菜として用いる場合、中には肉や魚、キノコ、キャベツ、米、ソバの実、ジャガイモなどを詰める。ウクライナ料理やロシア料理では、惣菜としてのピロークはピロシキと同様、伝統的には透明なボルシチ、出汁、コンソメの添え物として提供される。